# Robin Smeulders
Robin Smeulders (Münster, 19 juni 1987) is een Nederlands-Duits-Oostenrijks basketballer. Smeulders speelt in Duitsland voor EWE Baskets Oldenburg en het Nederlands basketbalteam.
Smeulders is de zoon van een Oostenrijkse moeder en Nederlandse vader. Hij groeide op in Duitsland. In zijn jeugd speelde hij voor EBBC Den Bosch. In 2004 begon hij met spelen bij SG Braunschweig, uit de Duitse tweede divisie. Van 2007 tot 2010 speelde Smeulders college basketbal bij de Portland Pilots. Hierna tekende hij een contract bij EWE Baskets Oldenburg, waar hij tot vandaag nog speelt.
Wegens een aanhoudende rugblessure is hij in juni 2016 gestopt met basketbal. 

## Erelijst
- Duitse Beker (1): 2015